# Зал Кабинета (Белый дом)

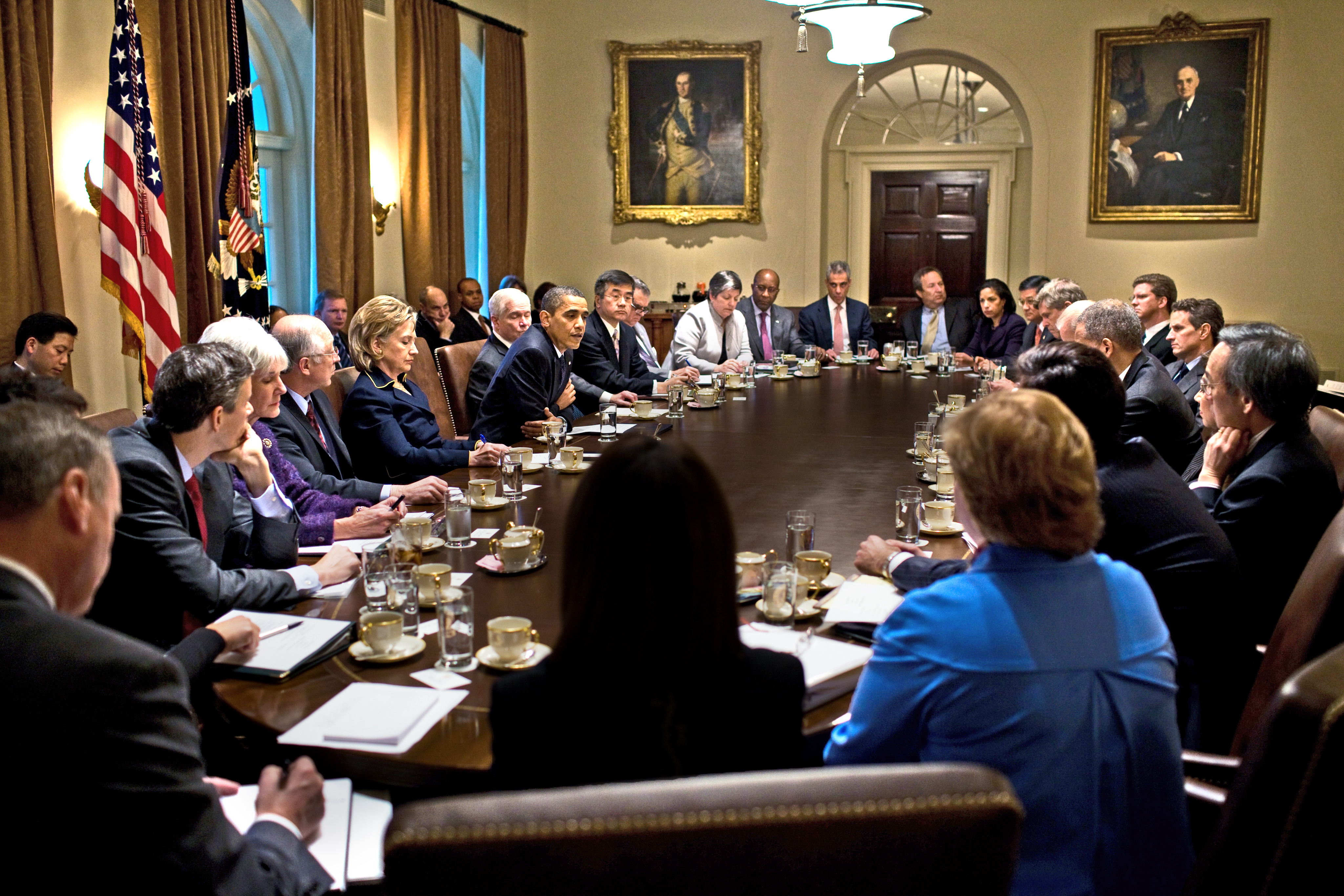
Заседание кабинета Барака Обамы в ноябре 2009 г.

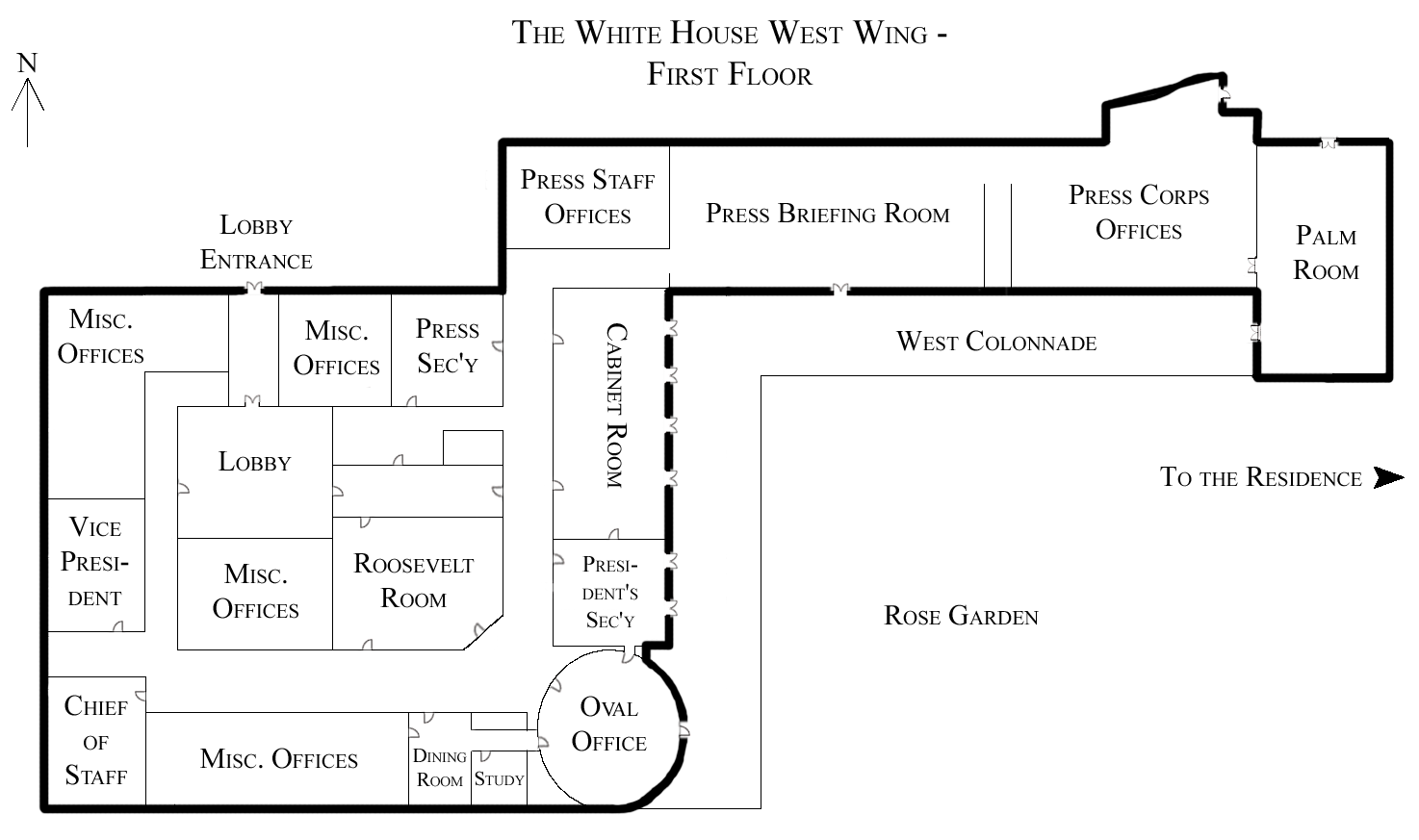
План первого (цокольного) этажа Белого дома; зал Кабинета виден в центре.

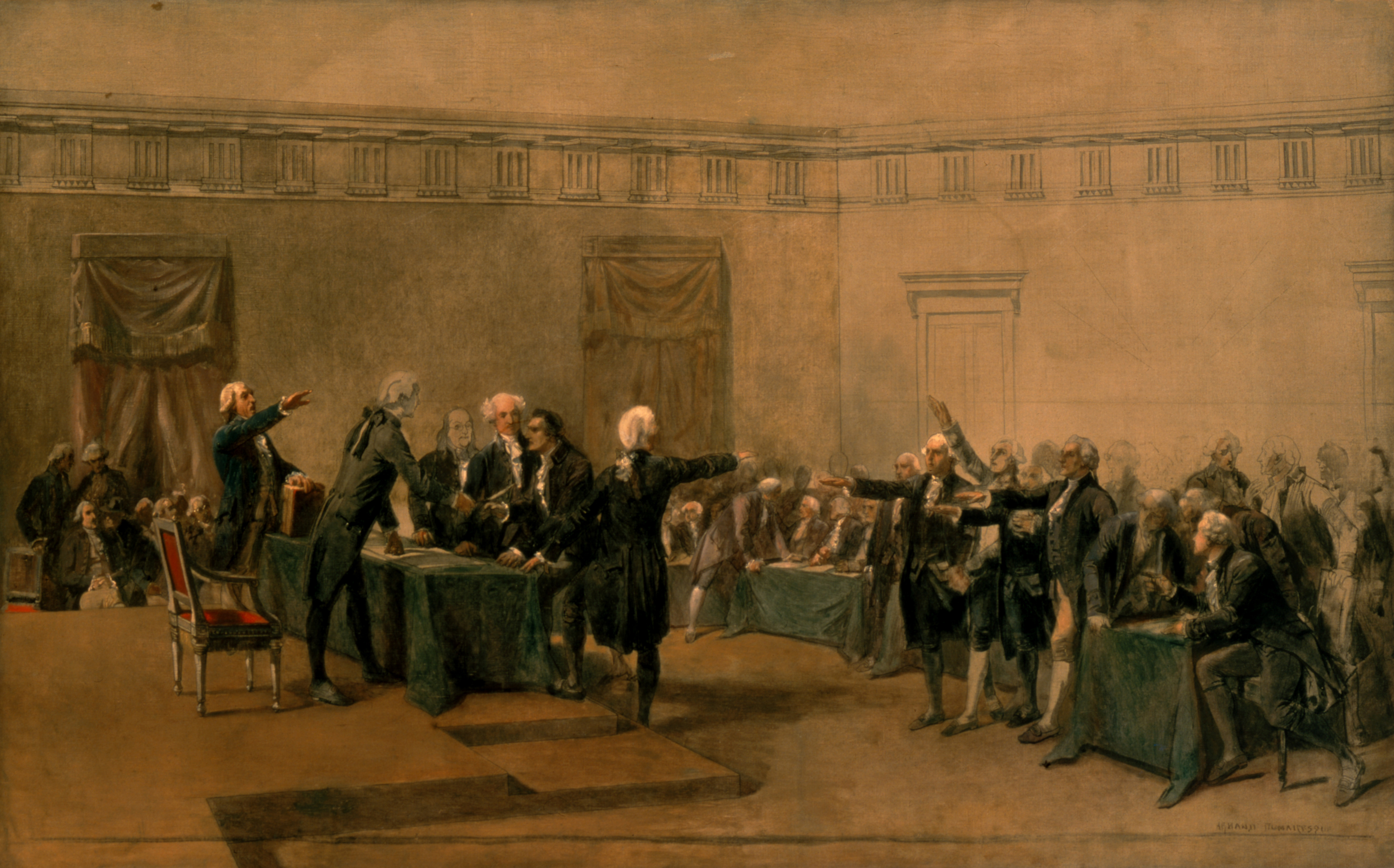
Декларация независимости Соединенных Штатов Америки от 4 июля 1776 года, написанная примерно в 1873 году, автор Шарль Эдуард Арманд-Дюмареск, выставлена в Кабинете министров с конца 1980-х годов.

Зал Кабинета — зал заседаний для должностных лиц и советников президента Соединенных Штатов, входящих в состав Кабинета Соединенных Штатов. Комната расположена в западном крыле Белого дома, примыкающем к Овальному кабинету, и выходит окнами на Розарий Белого дома.
Первая инаугурация Гарри С. Трумэна в качестве 33-го президента США состоялась в 19:00 в четверг, 12 апреля 1945 года, в зале Кабинета.
Хотя помещение было построено в 1934 году, оно построено в георгианском стиле. Неоклассический потолочный карниз с триглифами был установлен в 1934 году. Ряд французских дверей, увенчанных арочными окнами-люнетами, расположены на восточной стороне комнаты. Выключатель света можно найти на стене справа от дверей.  В северной части комнаты расположен камин, окруженный двумя нишами. Ниши заполняют бюсты Джорджа Вашингтона и Бенджамина Франклина работы Жана-Антуана Гудона. Над камином висит картина Шарля Эдуарда Армана-Дюмареска « Подписание Декларации независимости» (Франция, 1826–1895). Дополнительные портреты вдоль западной стены выбираются действующим президентом.
Большой эллиптический стол из красного дерева был подарком президента Ричарда Никсона в 1970 году. Кресла президента и секретарей кабинета министров представляют собой копии таких же кресел конца восемнадцатого века. Кресло президента расположено в центре стола в восточной части комнаты. Спинка президентского кресла на два дюйма выше, чем у секретарей кабинета министров. К спинкам стульев прикреплены латунные таблички с гравировкой с названиями должностей шкафа. Президент подписан как «THE PRESIDENT». Члены кабинета министров могут приобрести стулья после ухода с должности на случай, если они пожелают оставить стул себе на память.  Некоторым членам кабинета министров вернули свои кресла в зал Кабинета для нескольких должностей и администраций.
В 2006 году комната была отремонтирована так же, как и во время правления Франклина Делано Рузвельта, когда Западное крыло и нынешний Кабинет министров были в значительной степени перестроены после повреждений, нанесенных пожаром в конце правления Герберта Гувера. Сюда входят настенные бра в стиле ар-деко с распростертыми орлами, поддерживающими земные шары с внутренней подсветкой. Три потолочных стеклянных подвесных светильника в стиле модерн были воссозданы по старым фотографиям и аналогичному сохранившемуся образцу в коридоре между Овальным кабинетом и комнатой Рузвельта . Комната выкрашена в не совсем белый цвет, называемый Довиль. Для комнаты был соткан ковер на заказ в оттенках кармина, старого золота, сапфира и зеленого папоротника с узором из крупных звезд и оливковых листьев.
Ремонт помещений Белого дома осуществляется совместно куратором Белого дома, Комитетом по сохранению Белого дома и Исторической ассоциацией Белого дома . Затраты, связанные со строительством, часто финансируются Благотворительным фондом Белого дома . Покупка произведений изобразительного искусства, исторической мебели или воссоздание старинных предметов декоративного искусства часто оплачивается Фондом закупок Белого дома .